# Синдром Бюллербю
Синдром Бюллербю (нем. Bullerbü-Syndrom, швед. Bullerbysyndromet) — идеализация Швеции в немецкоговорящих странах. Он включает в себя стереотипное восприятие Швеции исключительно с положительными ассоциациями. Примерами таких наивно-романтических представлений могут быть: деревянные дома, чистые озёра, зелёные леса, лоси, светлые волосы, счастливые люди, праздник Мидсоммар.
Термин возник из названия серии детских книг «Мы все из Бюллербю» (швед. Alla vi barn i Bullerbyn) шведской писательницы Астрид Линдгрен, где отображается романтическая идиллия природы и общества в маленькой шведской деревеньке Бюллербю (со швед. — «шумная деревня»).
В 2007 директор Института имени Гёте в Стокгольме Бертольд Франке (Berthold Franke) способствовал распространению термина, опубликовав высоко оценённую статью об этом феномене в шведской ежедневной газете Svenska Dagbladet. Согласно его интерпретации, синдром Бюллербю — это скорее не любовь немцев к Швеции, а больше их желание лучшей Германии. Швеция представляет при этом образ здорового общества и нетронутой человеком природы.
В феврале 2008 года Шведский языковой совет официально внёс шведский эквивалент термина, Bullerbysyndromet, в словарь языка, и термин стал «словом месяца».
Примеры синдрома Бюллербю, которые также приводит Франк, можно найти в произведениях немецкой сценаристки и писательницы Кристиане Задло, известной под псевдонимом Inga Lindström. С 2004 года более 40 её произведений были с большим успехом экранизированы для немецкой телекомпании ZDF. Фильмы снимались в Швеции, но их содержание не связано с реальной шведской жизнью.